# Iouri Samarine
Pour les articles homonymes, voir Samarine.
Iouri Fiodorovitch Samarine (en russe : Ю́рий Фёдорович Сама́рин), né le 21 avril 1819 (3 mai dans le calendrier grégorien) à Saint-Pétersbourg, mort le 19 mars 1876 (31 mars dans le calendrier grégorien) à Berlin, est un philosophe et écrivain slavophile russe,  fortement influencé par Khomiakov et ses réflexions théologiques sur le christianisme et la liberté. Il participait à la grande réforme de l'abolition du servage en Russie.

## Œuvres
Les œuvres majeures de Samarine sont :

## Critique
D'après Samarine, la constitution de la Russie a toujours reposé essentiellement sur l'organisation communautaire (obchtchina). 
Cette conception du rôle historique de l'ancienne commune russe était appelée à exercer une influence considérable sur la solution des problèmes multiples se rattachant à l'émancipation des serfs, et c'est comme cela que les occidentaux de l'espèce de Herzen se sont rencontrés, sur ce point, avec Samarine, qui figura parmi les ouvriers les plus actifs de la grande œuvre libératrice. Il prit part et aux travaux de la commission instituée en 1858 par Alexandre II pour l'étude de la réforme, et à la polémique que celle-ci soulevait sur le terrain des questions économiques et sociales. Essayiste politique plutôt qu'historien, remplaçant trop souvent le savoir par l'imagination, il ne pouvait donner à la doctrine l'apparence de solidité dont elle avait besoin pour s'imposer aux masses [réf. nécessaire].

## Sources
- K. Valiszewski, Littérature russe, Paris, A. Colin, 1900